# Roman Zawiliński
Roman Zawiliński (ur. 1 marca 1855 w Brzezinach, zm. 21 października 1932 w Krakowie) – polski językoznawca, nauczyciel, etnograf.

## Życiorys
Był synem organisty Maksymiliana i Anastazji z Szeligiewiczów. W 1875 zdał maturę w Tarnowie. Studiował filologię słowiańską na uniwersytecie w Wiedniu. W 1876 został studentem Uniwersytetu Jagiellońskiego. Po ukończeniu studiów w 1878 rozpoczął pracę jako nauczyciel języków polskiego, łacińskiego, greckiego i niemieckiego w gimnazjach w Nowym Sączu i w Krakowie. W latach 1898–1899 przebywał w Pradze, gdzie pod kierunkiem prof. Jana Gebauera pisał rozprawę doktorską na temat wpływów języka słowackiego na polskie gwary góralskie. Nie wiadomo, czy praca została napisana, doktoratu Zawiliński nie uzyskał. W latach 1902–1908 pracował jako dyrektor gimnazjum w Tarnowie. We wrześniu 1908 powrócił do Krakowa i objął stanowisko dyrektora c. k. Gimnazjum IV (Realnego), w którym pracował do emerytury w 1924.
W latach 1884–1901 działał w Komisji Antropologicznej Akademii Umiejętności w Krakowie, gdzie przez dwie kadencje pełnił funkcję sekretarza działu etnograficznego. Założyciel i wieloletni redaktor miesięcznika „Poradnik Językowy”, autor prac językoznawczych i etnograficznych (w tym słownika synonimów), a także gramatyki języka polskiego dla szkół średnich i słownika wyrazów bliskoznacznych. W latach 1903–1909 był współredaktorem publikacji „Ubiory ludu polskiego”. W latach 1913–1916 był pierwszym redaktorem naczelnym dwumiesięcznika „Język Polski”, a następnie został redaktorem i wydawcą swojego „Poradnika Językowego”, Kłopoty finansowe i pogarszający się stan zdrowia zadecydowały, że czasopismo nie ukazywało się od połowy 1923 do 1924 i w 1928. W 1931 Zawiliński postanowił przekazać wydawnictwo nowo powstałemu warszawskiemu Towarzystwu Poprawności Języka Polskiego. Zmarł kilka miesięcy po przekazaniu miesięcznika, pochowany został na cmentarzu Rakowickim.

## O języku polskim
W swoich pracach (głównie w: Nasz język ojczysty w przeszłości i teraźniejszości, Kraków 1919) Zawiliński krytykował używanie wyrazów obcych, w tym galicyzmów, germanizmów, rusycyzmów.  Kalki językowe uważał za bardziej szkodliwe od zapożyczeń wyrazowych.  Krytykował język dziennikarzy prasowych, zarzucając im lenistwo i popisywanie się obczyzną. Jednak przestrzegał przed nadmiernym puryzmem. Nie tylko czystość języka się liczy, ale przede wszystkim jego poprawność.  A o poprawności językowej nie powinni decydować językoznawcy, lecz najlepsi pisarze. O język ojczysty trzeba dbać, pielęgnować go tak, jak ogrodnik pielęgnuje rośliny.   
Wypowiadał się na temat słowotwórstwa w języku polskim i niemieckim, zwracając uwagę na wielką ilość wyrazów złożonych w języku niemieckim. Co prawda dają one językowi niemieckiemu „wyrazistość nadzwyczajną”, jednak powodują, że język niemiecki pozbawiony jest lekkości, która to cecha – dzięki rozwiniętej derywacji – występuje w języku polskim. 

## Ordery i odznaczenia
- Krzyż Oficerski Orderu Odrodzenia Polski (27 listopada 1929)[11]